# 磁悬浮

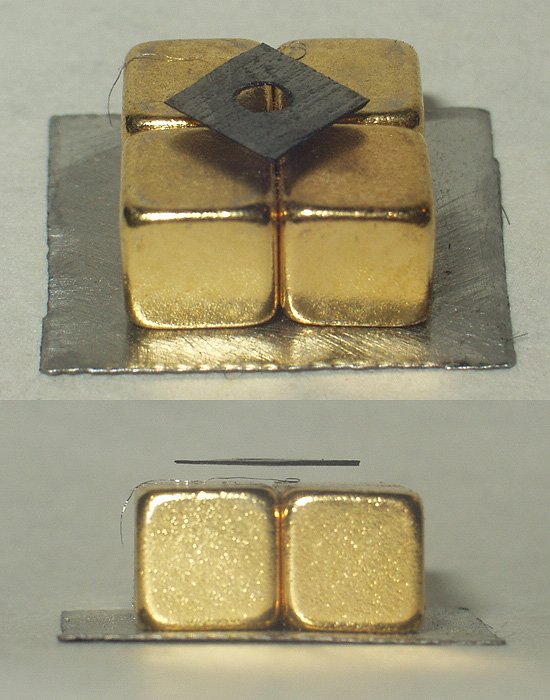
因抗磁性產生磁浮的熱解碳（pyrolytic carbon）。

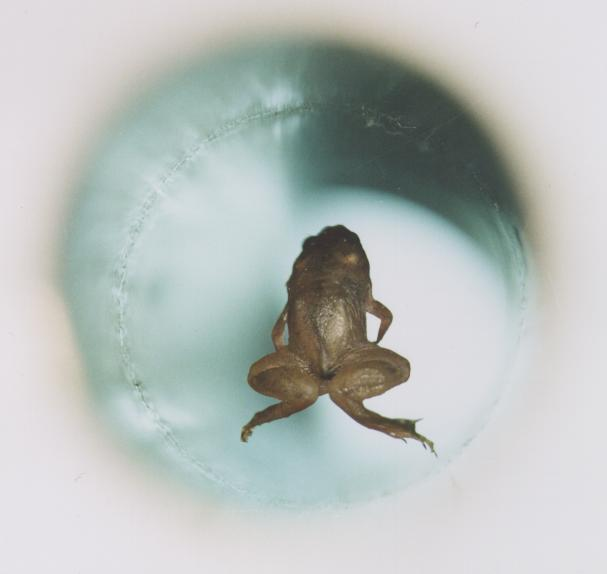
2000年搞笑諾貝爾獎以及2010年諾貝爾物理獎得主安德烈·海姆曾利用磁懸浮技術浮起一隻活青蛙。

磁悬浮，亦作磁浮，是一種利用磁的吸力和排斥力來使物件在空中浮動，而不依靠其他外力的方法。透過利用電磁力來對抗引力，可以使物件不受引力束縛，從而自由浮動。
磁悬浮技术的研究源于德国，早在1922年德国工程师赫尔曼·肯佩尔就提出了电浮原理，并于1934年申请了磁悬浮列车的专利。1970年代以后，随着世界工业化国家经济实力的不断加强，为提高交通运输能力以适应其经济发展的需要，德国、日本、美国、加拿大、法国、英国等发达国家相继开始筹划进行磁浮运输系统的开发。
目前研究的磁浮技术，主要指利用磁力克服重力使物体浮，且只有日本的超导电动磁悬浮、德国的常导电磁浮和中国的永磁浮已经投入使用。

## 磁懸浮的穩定性
早在1842年，英國數學家塞繆爾·恩紹發表過一篇論文，用數學方法證明若單靠宏觀的靜態古典電磁力，磁懸浮是不可能實現的。後世人稱呼這項證明作恩绍定理。這是因為在物件上所承受的各種合力，包括了引力、靜電場及靜磁場會使物件變得很不穩定。不過，若打破此定理的假設條件的話，我們反而可以有多種方法利用這些合力來使物件懸浮，這些方法包括電子穩流器或抗磁性物質的利用。

## 方法
要達至磁懸浮有很多方法。現時磁懸浮列車所使用的方法不外乎以下三種：
1. 电磁力悬浮（EMS）（英语：Electromagnetic Suspension）
2. 电动力悬浮（EDS）（英语：Electrodynamic Suspension）
3. 未來的Inductrack（永磁力EDS）（英语：Inductrack）技術。

### 機械式限制
把圓型的磁鐵的兩個同極相對，然後用繩串在一起。基於「同性相拒」的原則，雖然兩個磁鐵都受到地心引力的影響，但在上面的一塊磁鐵會被推起，懸浮在下面一塊磁鐵之上。不過，由于用到了磁力以外的机械力，這被稱爲假性懸浮。

### 直接反磁懸浮
直接使用电磁铁产生强大磁力，令车上与轨道内的磁铁发生排斥而悬浮。

## 參看
- 磁軸承
- 磁懸浮列車
- 各種其他的懸浮方式：靜電懸浮 - 光懸浮 - 聲懸浮 - 氣動懸浮 - 懸浮子

## 外部連結
- （简体中文） 中国磁悬浮网站
- ShinyShack - UK supplier of Diamagnetic Levitation Kits
- Magnetic Levitation - Science is Fun
- Maglev video gallery
- How can you magnetically levitate objects? （页面存档备份，存于）
- Levitated aluminum ball (oscillating field) （页面存档备份，存于）
- Instructions to build an optically triggered feedback maglev demonstration （页面存档备份，存于）
- Videos of diamagnetically levitated objects, including frogs and grasshoppers
- Larry Spring's Mendocino Brushless Magnetic Levitation Solar Motor
- Spin-stabilized Magnetic Levitation: The History of a Discovery （页面存档备份，存于）